# Księstwo Castro
Księstwo Castro – faktycznie niezależne księstwo, istniejące w latach 1537–1649 w środkowych Włoszech. Miało powierzchnię ok. 650 km², a pod koniec XVI wieku ok. 6 tys. mieszkańców. Obecnie jest to wąski pas przy granicy prowincji Lacjum i Toskania. Składało się z ufortyfikowanej miejscowości Castro (obecnie Ischia di Castro) nad jeziorem Bolsena. Rozciągało się od Morza Tyrreńskiego do rzeczonego jeziora. Jego granice wyznaczały rzeki Marta (wypływająca z Bolsena) oraz Fiora oraz brzeg jeziora Mezzano i wypływającej zeń rzeki Olpeta. Wkrótce do księstwa anektowano również księstwo Latera i hrabstwo Ronciglione.
Castro było miastem już od czasów starożytnych, a od średniowiecza istniał tam zamek. Od wieków średnich było pod zwierzchnictwem papiestwa. W 1527 roku zostało najechane przez Giana Galeazzo Farnese po sacco di Roma. W 1534 roku papieżem jako Paweł III został jego krewny Aleksander Farnese. Już 3 lata później nadał księstwo swemu naturalnemu synowi Piotrowi Alojzemu. Po jego zamordowaniu w 1547 roku odziedziczył je jego syn Orazio. Jednocześnie Księstwo Parmy otrzymał jego brat Ottavio Farnese, ale Paweł III planował również to księstwo oddać Orazio, którego chciał skoligacić z królem Francji Henrykiem II. Papież chciał oddać Parmę cesarzowi Karolowi V Habsburgowi, a dla swych potomków przekazać Piacenzę. Rozwścieczony Ottavio sprzymierzył się z wrogiem dziadka, Ferrante Gonzagą, i bezskutecznie próbował odzyskać Parmę. Usłyszawszy tę wiadomość, papież bardzo się rozchorował i na łożu śmierci przekazał Parmę Ottavio. Castro otrzymał ostatecznie po bezdzietnej śmierci Orazio Farnese.
Ród Farnese dobrze traktował to księstwo, w praktycznie zniszczonej miejscowości zbudował kościoły oraz zamek książęcy. Kolejny książę Parmy Edward I Farnese wszedł w konflikt z rodem Barberini, co zapoczątkowało wojny o Castro. 
Podczas wizyty w Rzymie w 1639 książę obraził papieskiego bratanka Taddeo oraz jego żonę. Urażony Taddeo wraz ze swym bratem, kardynałem Antonio, zaczęli dążyć do wojny. Taddeo chciał przy tej okazji uzyskać księstwo Castro dla siebie. Starzejący się papież Urban VIII przystał na plany swych bratanków. Za pretekst posłużyły rzeczywiste długi księcia wobec skarbca papieskiego. W październiku 1641 nakazał zajęcie księstwa Castro jako rekompensaty za te długi. Wobec oporu księcia Farnese 13 stycznia 1642 ekskomunikował go. Następca św. Piotra wprowadził do Castro swoje wojska. Traktat pokojowy podpisał dopiero w 1644 roku, na kilka miesięcy przed swoją śmiercią. Kolejny papież Innocenty X domagał się najpierw od Edwarda, a potem od jego następcy Ranuccio II Farnese odszkodowań i reparacji, obiecanych w traktacie pokojowym. W imieniu Ranuccio księstwem zarządzała jego matka Małgorzata Medycejska. Innocenty X odmówił też uznania nowego biskupa miejscowości. Gdy ten ostatni zmierzał do Castro objąć posiadłość, został zamordowany. Papież o zlecenie morderstwa oskarżył księcia Parmy. Wysłał swoje oddziały do Castro i opanował je 2 września 1649 roku i włączył do Państwa Kościelnego. Na miejscu zrównanego z ziemią miasta postawił kolumnę Tu stało Castro, a siedzibę istniejącej od VIII wieku diecezji przeniesiono do pobliskiego Acquapendente (diecezja w Acquapendente istniała do 1986 roku, gdy włączono ją do diecezji Viterbo).

## Władcy Castro
- Piotr Alojzy Farnese (1537-1547)
- Orazio Farnese (1547-1553)
- Ottavio Farnese (1537-1588)
- Aleksander Farnese (1586-1592)
- Ranuccio I Farnese (1592-1622)
- Edward I Farnese (1622-1641; 1644-1646)
- Urban VIII (1641-1644)
- Ranuccio II Farnese (1646-1649)